# Отдел „Наука и образование“ при ЦК на БКП
Отделът „Наука и образование“ при ЦК на БКП се създава по решение № 185 на Политбюро на ЦК на БКП от 17 октомври 1953 г., съгласно което дотогавашните сектори в отдел „Пропаганда и агитация“, занимаващи се с проблемите на науката, образованието и изкуството, се обособяват в самостоятелен отдел „Наука, образование и изкуство“. По решение на Политбюро от 26 ноември 1962 г. отделът се разделя на отдел „Наука и образование“ и отдел „Изкуство и култура“. През 1963 г. отдел „Наука и образование“ остава с два основни сектора: „Наука и висше образование“ и „Общо и професионално образование“.
През 70-те и началото на 80-те години в структурно отношение отделът има 4 направления: „Висши учебни заведения“; „Средно образование“; „БАН“ и обществени науки и Народно здраве. В началото на 1984 г. отделът е реорганизиран и е основна съставна част на новосъздадения отдел „Кадрова политика“.

## Завеждащи отдела
- Сава Гановски (юли 1953 – 1957)[5]
- Рубен Аврамов (1957 – 1962)
- Стефан Василев (1962 – 1966)
- Георги Бранков (1966 – 1968)
- Георги Атанасов (1968 – 1976)
- Продан Стоянов (1976 – 1977)[6]
- Никола Стефанов (1977 – 1984)